# 李民 (1922年)
李民（1922年—1993年11月19日），山东省东阿县梁庄人。中华人民共和国政治人物。

## 生平
1939年1月，加入中国共产党。1945年2月，参加工作。1972年5月为贯彻中共山东省委“南郊会议”，8月派李民担任中共临清县委书记、革命委员会主任；原县委书记张静轩回人武部工作，同时原第一书记刘之忱休养，由李民主持日常工作。1978年任聊城地区行政干校校长、党委副书记。1988年离休。1993年11月19日病逝。